# Batalha de Montserrat
Na Batalha de Montserrat (29 de julho de 1811), uma força de irregulares do Reino da Espanha liderada por Joaquín Ibáñez, Barão de Eroles defendeu a montanha de Montserrat contra duas divisões do Primeiro Império Francês sob o comando do Marechal Louis-Gabriel Suchet. A ação ocorreu durante a Guerra Peninsular, parte das Guerras Napoleônicas. A batalha foi travada perto do Mosteiro de Montserrat, localizado na montanha 36 km a noroeste de Barcelona, Catalunha, Espanha.
O bem-sucedido Cerco de Tarragona de Suchet exterminou a maior parte das forças regulares espanholas no nordeste da Espanha. Após o cerco, o recém-promovido marechal levou as divisões de Louis François Félix Musnier e Bernard-Georges-François Frère para expulsar a milícia catalã, ou miquelets da estrada de Lérida a Barcelona. Com vista para a estrada, a base guerrilheira de Montserrat havia desafiado os franceses após três anos de guerra. Suchet enviou os soldados da brigada de Louis Jean Nicolas Abbé para escalar uma trilha na montanha enquanto suas tropas restantes vigiavam outras possíveis rotas de fuga. Os franceses invadiram a base guerrilheira e apreenderam sua artilharia, mas a maioria dos soldados irregulares espanhóis escapou. Suchet instalou uma guarnição italiana na montanha, mas após a captura de Cervera em meados de outubro pelas forças espanholas de Luis Roberto de Lacy, as tropas imperiais foram retiradas.

## Antecedentes
Em 15 de julho de 1811, o Marechal Suchet relatou a presença de 43.783 soldados em serviço no Exército de Aragão. Incluindo os homens doentes ou em serviço destacado, o total era de 51.088. Comandando as cinco divisões de infantaria, uma brigada de infantaria e uma brigada de cavalaria estavam os Generais de Divisão Musnier, Frère, Jean Isidore Harispe, Pierre-Joseph Habert, Luigi Gaspare Peyri, Claude Antoine Compère e o General de Brigada André Joseph Boussart.